# استغلال سياسي
الاستغلال السياسي هو استخدام أحد الأقطاب السياسية وسائل متعددة ومختلفة لتحقيق أهداف غير معلن عنها مستخدمين فيها البشر أو العرق الديني لتحقيق مكاسبهم وتعظيم مصالحهم.

## أشكال الاستغلال السياسي
تختلف أشكال الاستغلال السياسي التي يشارك فيها السياسيون الفاسدون باختلاف أشكال النظم السياسية.

### الاستغلال السياسي للأديان
تستخدم بعض الأنظمة السياسية قواعد الدين بهدف تعظيم وترسيخ مبدأ الشرعية وفرض الهيمنة على المجتمع الذي يغلب على أكثر مجتمعاته من معتنقي الفكر الديني الذي يستغله النظام السياسي لتحقيق أهدافه السياسية والاقتصادية. وعلى سبيل المثال الظاهرة التي عرفت مؤخرا "الإسلام السياسي" والتي كانت تعتمد في الدعاية الخاصة بها على منابر المساجد أو استخدام عبارات ومصطلحات دينية لكسب ثقة الشعوب وتبرير مواقف النظام الحاكم والحث على عدم الخروج عن الحاكم أو الوالي. ولا يقتصر الأمر على الإسلاميين فقط بل يمتد الاستغلال السياسي للدين لكافة الديانات الأخرى لاستخدامه لأغراض الترهيب والسيطرة علي عقول البسطاء من معتنقي هذا الفكر الديني. مثل استخدام الديانة اليهودية في خدمة إسرائيل وخاصة في صراعها السياسي مع فلسطين وتبرير قيام شعوبهم بعمليات الاستيطان داخل الأراضي الفلسطينية.

### الاستغلال السياسي للأزمات
تنتهج بعض الأنظمة استغلال الأزمات والكوارث الإنسانية بتعظيم دورها السياسي بهدف تحقيق أقصى المكاسب السياسية مثل تعزيز المواقف الدولية بين الدول في حالة وجود كارثة إنسانية حيث أصبحت تقديم المساعدات الإنسانية لأصحاب الكوارث غير حيادية أو انسانية بشكل مطلق بل تهدف لتعميق العلاقات بين الدول سياسيا. ومن أمثلة ذلك استخدام الحكومة الاسرائيلية واليونان وغيرها من الدول المعادية للجانب التركي لأزمة زلزال تركيا وسوريا لإعادة العلاقات الدبلوماسية والسياسية.

### الاستغلال السياسي للطب
أبرز أشكال الاستغلال السياسي للطب هو الاستغلال للطب النفسي ويعرف إساءة استخدام الطب النفسي، بما في ذلك استغلاله لأغراض سياسية، بتعمد إصدار شهادات لمواطنين تقضي بفرض قيود عليهم أو خضوعهم لعلاج نفسي على الرغم من أن حالتهم العقلية لا تستدعي ذلك بأي حال. وما يزال السجناء السياسيون في وقتنا الحالي، يُحتجزون أحيانًا وتُوجَّه إليهم الإساءة في المؤسسات النفسية في العديد من الدول. حيث يعد الاحتجاز النفسي للعقلاء أحد أشكال القمع الأكثر إيذاءً.

### الاستغلال السياسي للأمن
الاستغلال السياسي للأمن هو أحد أبرز أشكال الاستغلال السياسي والمعروفة على مر العصور باسم "استغلال النفوذ" والتي بمقتضاها يقوم النظام السياسي الحاكم باستخدام عصا الأمن لحسابه في إتاحة الفرص لمؤيدي النظام في تولي المناصب ورفض تعيين المعارضين بحجة أن التحريات الأمنية هي من منعهم من تولي تلك المناصب والحصول على المكافئات إذ يُصنف من قبل الأجهزة الأمنية بأنهم أعداء الوطن. كما يُستخدم الأمن في القيام توجيه التهم إليهم دون وجه حق.
كذلك إذا قرر الشعب الخروج في تظاهرات سلمية للتعبير عن وجهة نظره في المسائل السياسية أو الاقتصادية فقد يلجأ النظام إلى استخدام العنف ضد من يعبرون عن رأيهم.